# Gračac
Gračac (in passato italianizzato talvolta in Graciaz) è un comune della Croazia nella regione zaratina. Al censimento del 2011 possedeva una popolazione di 4 690 abitanti. Sopra Gračac, sulle Alpi Bebie (in croato Velebit) a 1 198 m s.l.m., si trova il potente trasmettitore nominato Ćelevac che copre la regione della Lika e la Dalmazia centrale e settentrionale.

## Località
Il comune di Gračac è suddiviso in 38 frazioni (naselja), di seguito elencate. Tra parentesi il nome in lingua italiana, spesso desueto.
- Begluci
- Brotnja
- Bruvno
- Cerovac
- Dabašnica
- Deringaj
- Drenovac Osredački
- Duboki Dol
- Dugopolje
- Glogovo
- Grab
- Gračac (Graciaz)
- Gubavčevo Polje
- Kaldrma (Calderma[3])
- Kijani
- Kom
- Kunovac Kupirovački
- Kupirovo
- Mazin
- Nadvrelo
- Neteka
- Omsica
- Osredci
- Otrić
- Palanka
- Pribudić
- Prljevo
- Rastičevo
- Rudopolje Bruvanjsko
- Srb
- Suvaja
- Tiškovac Lički
- Tomingaj
- Velika Popina
- Vučipolje
- Zaklopac
- Zrmanja (Zermagna[4])
- Zrmanja Vrelo